# Civiele Bescherming (België)
De Civiele Bescherming (CB) is een Belgische federale hulpdienst die de bevolking helpt bij rampen. Haar teams interveniëren met gespecialiseerde middelen om de actie van de brandweer, de politie en andere overheden (gouverneurs, burgemeesters, …) te versterken. 313 beroepsagenten verspreid over twee operationele eenheden (Crisnée & Brasschaat) staan in voor de operaties op het volledige Belgische grondgebied en in het buitenland. De Civiele Bescherming kan ook rekenen op vrijwilligers om haar interventiecapaciteit te versterken.
Organisatorisch maakt de Civiele Bescherming deel uit van de Algemene Directie Civiele Veiligheid van de Federale Overheidsdienst Binnenlandse Zaken. Ze intervenieert op vraag van de minister van Binnenlandse Zaken, een gouverneur, een burgemeester, de brandweer of de politie. Alleen de hulpdiensten en de overheden kunnen de Civiele Bescherming rechtstreeks contacteren. Haar opdrachten zijn in het bijzonder de bevolking te beschermen:
- in geval van ongevallen en vervuiling met chemische, biologische, radiologische of nucleaire stoffen;
- door het redden van personen (redding en berging van personen die bedolven liggen onder puin, redding van personen in levend water, gespecialiseerde zware ontzetting, …);
- tijdens grootschalige overstromingen (door de afdichting en versterking van dijken, pompwerkzaamheden met grote capaciteit, …);
- door ondersteuning van het crisisbeheer (via drones en robots voor observatie en metingen, via het ter beschikking stellen van telecommunicatiemiddelen en van een operationele commandopost,…);
- via gerechtelijke opdrachten op vraag van de politie of gerechtelijke autoriteiten (opsporing van vermiste personen, ontmanteling van druglabo's of cannabisplantages, …);

## Geschiedenis
De Bond voor Passieve Luchtbescherming van de Bevolking en de Burgerlijke instellingen, de voorloper van de Civiele Bescherming, werd in 1934 opgericht door de Belgische overheid om de bevolking te beschermen tegen militaire aanvallen. Actieve verdediging van burgers was een taak van het leger, maar de gemeentelijke en stedelijke comités van de Passieve Luchtbescherming moesten de bevolking waarschuwen, de eerste zorgen toedienen en het puin ruimen na bombardementen. De dienst organiseerde onder andere in Antwerpen en Luik reddingswerkzaamheden na de inslagen van V1- en V2- bommen eind 1944.
In 1945 werd de Passieve Luchtbescherming omgevormd tot een Nationaal Hulpkorps (NHK) met hoofdkwartier in het Jubelpark. Het maakte gebruik van materiaal dat afkomstig was van de geallieerden (waaronder Amerikaanse vrachtwagens, Engelse pompen en klein Frans en Belgisch materieel). Voor het eerst werd er beroepspersoneel aangeworven.
In 1951 werd het Nationaal Hulpkorps omgevormd tot het Korps Burgerlijke Bescherming met een eigen statuut dat werd vastgelegd werd in het KB van 11 maart 1954. In Lissewege en Le Roeulx werden “Grote Wachten” opgericht met eigen materiaal en personeel en in Liedekerke, Ghlin en Crisnée werden depots opgericht voor materiaal en voertuigen. In 1957 volgde een vierde depot in Brasschaat. In 1959 maakte het hoofdkorps in het Jubelpark plaats voor het legermuseum. De vier oude depots - Liedekerke, Ghlin, Crisnée en Brasschaat – kregen meer autonomie en werden vanaf 1960 operationele eenheden. In 1988 werd een eenheid in Jabbeke geïnstalleerd. In 2006 verhuisde de afdeling van Neufchâteau naar Libramont. Tot 2018 leverde dit zes operationele eenheden: Liedekerke, Ghlin, Crisnée, Brasschaat, Libramont en Jabbeke. 
Sinds de jaren ’60 evolueerden de rampen, risico’s en noodsituaties door technologische ontwikkelingen en is de Civiele Bescherming telkens mee geëvolueerd om zich toe te leggen op chemische, biologische en nucleaire risico’s. De wet van 28 maart 2003 legde het takenpakket van de Civiele Bescherming vast. Er werd beslist dat de Civiele Bescherming in actie kwam op vraag van de minister van Binnenlandse Zaken, een andere minister, een burgemeester, een provinciegouverneur, een ander hulpverleningskorps zoals de brandweer of wanneer een provinciaal rampenplan in werking treedt. De eenheden van de Civiele Bescherming leveren dus versterking aan de andere hulpdiensten.
De Civiele Bescherming leverde bij aardbevingen in Turkije in 1999 als eerste hulp en ondersteuning, waarna de regering een ondersteunende dienst B-Fast (Belgian First Aid and Support) heeft opgericht die door verschillende departementen ondersteund wordt (Binnenlandse Zaken, Defensie, Volksgezondheid, Buitenlandse Zaken, Ontwikkelingssamenwerking), onder coördinatie van Buitenlandse Zaken. Sinds 2003 levert de Civiele Bescherming manschappen en materieel die in het kader van B-FAST-operaties worden ingezet. Dat was bijvoorbeeld het geval bij de tsunami in Zuid-Oost Azië in 2005, de aardbeving in China in 2008, de aardbeving in Haïti in 2010, de overstromingen in Roemenië in 2010, de overstromingen in Bosnië-Herzegovina in 2014 en na de doortocht van de orkaan Maria in Dominica (een Caraïbisch eiland) in 2017.
In 2017 voerde minister Jan Jambon een besparingsoperatie door die bepaalde taken afstootte en vier van de zes kazernes sloot: Liedekerke, Jabbeke, Ghlin, Libramont verdwenen, Brasschaat en Crisnée bleven. Dit kaderde in een hervorming die inging op 1 januari 2019 en ook tot doel had om aan nieuwe risico's zoals terrorisme en klimaatverandering het hoofd te bieden. De experten van de Civiele Bescherming voeren hun opdrachten uit met innovatieve technieken en nieuw materieel om een complementaire bijdrage aan de andere hulpdiensten te geven binnen de Civiele Veiligheid op twee niveaus: de Civiele Bescherming op federaal niveau en de hulpverleningszones op lokaal niveau. De operationele eenheden werden gecentraliseerd in Crisnée en in Brasschaat. Deze expertisecentra vullen elkaar aan voor gespecialiseerde opdrachten die complementair zijn met die van de andere hulpdiensten. Voor het personeel werd een interessanter administratief en geldelijk statuut ingevoerd.

## Organisatie
Twee operationele eenheden (Crisnée & Brasschaat) staan in voor de operaties op het volledige Belgische grondgebied en in het buitenland. Ze bieden een gelijkaardige dienstverleningskwaliteit voor het hele grondgebied om missies uit te voeren waarvoor een specifieke expertise vereist is. Deze eenheden worden elk door een eenheidschef geleid en aangestuurd vanuit de Directie Operaties te Brussel van de Algemene Directie Civiele Veiligheid, dewelke op zijn beurt deel uitmaakt van de Federale Overheidsdienst Binnenlandse Zaken.

## Logo
De oranje cirkel in het logo zinspeelt op een vuurbal en staat symbool voor chaos. De driehoek staat voor evenwicht, de blauwe kleur voor veiligheid en bescherming. Het logo is erkend en vastgesteld door een internationaal verdrag.

## Specialiteiten
De specialiteiten van de Civiele Bescherming zijn onderverdeeld in vier groepen of “clusters”:
- CBRN = Chemical, Biological, Radiological and Nuclear
- SAR = Search And Rescue
- HTD = Heavy Technical Deployment
- ICM = Information & Communication management

Elke cluster heeft procedures, materiaal en gespecialiseerd personeel en staat onder leiding van een cluster manager.
Dankzij deze organisatie bieden de twee eenheden een gelijkaardige dienstverleningskwaliteit voor het hele grondgebied om missies uit te voeren waarvoor een specifieke expertise vereist is.
De interventies gebeuren altijd onder leiding van een interventie-officier, die indien nodig beroep kan doen op gespecialiseerde middelen van de clusters. Op die manier kunnen er middelen van verschillende clusters geactiveerd worden voor één interventie.
Op vraag van de minister van Binnenlandse Zaken kunnen de leden van de Civiele Bescherming ook hulp bieden in het buitenland in het kader van internationale missies van B-FAST. Deze interventiestructuur biedt hulp in het buitenland bij rampen waarbij de mogelijkheden van het getroffen land overschreden worden. Binnen de teams van B-FAST werken de leden van de Civiele Bescherming samen met artsen, verpleegkundigen, brandweerlieden, militairen en anderen.

### Cluster CBRN
CBRN staat voor “Chemical, Biological, Radiological and Nuclear”. Onder deze cluster vallen de middelen die kunnen interveniëren bij industriële ongevallen, verkeersongevallen of andere ongevallen met gevaarlijke chemische, biologische, radiologische of nucleaire stoffen.
Hiervoor beschikt de Civiele bescherming over gespecialiseerd materiaal zoals een meetvoertuig en een mobiel laboratorium. Een eerste analyse van monsters kan zo direct op het terrein worden uitgevoerd om snel de juiste operationele beslissingen te nemen.

### Cluster SAR
SAR staat voor “Search And Rescue”. Hieronder vallen de middelen die kunnen worden ingezet voor het opsporen van mensen die vermist zijn of het bevrijden van personen die gekneld zijn of zich in moeilijkheden bevinden.
Hiervoor beschikt de Civiele Bescherming onder andere over :
- duikers
- gespecialiseerde reddingsteams (Flood rescue)
- kynologenhulpverleningsteams (reddingshonden)
- een medium en heavy USAR team
- zware werktuigen en gespecialiseerde middelen en mensen voor het zoeken van vermiste personen en het opsporen van menselijke resten (IBIS/DVI) en voor zware en gespecialiseerde ontzetting

### Cluster HTD
Middelen van de cluster HTD of “Heavy Technical Deployment” kunnen worden ingezet bij zware overstromingen, zware bluswerken, bij elektriciteitspannes of ter ondersteuning van andere interventies.
Hiervoor beschikt de civiele bescherming onder andere over stroomgeneratoren, bluskanonnen en zware pompen om grote hoeveelheden water en modder op te pompen. De eenheden beschikken ook over voorraden schuimvormende middelen, materiaal om in te dammen, materiaal om water te transporteren over een lange afstand en materiaal om bosbranden te doven.

### Cluster ICM
De cluster ICM staat voor “Information and Communication management”. De middelen van deze cluster kunnen worden ingezet voor het verzekeren van de communicatie en informatie tussen de betrokken diensten en voor de coördinatie in geval van evenementen, incidenten en crisissen.
Hiervoor beschikt de Civiele Bescherming over een mobiele operatie-en coördinatiebasis, telecommunicatiemiddelen en over drones en robots om een situatie te observeren en metingen uit te voeren.
Zo kan, eender waar en wanneer in België, de crisiscoördinatie worden voorzien van vergaderruimtes, internet, beeldmateriaal en digitale toepassingen.

## Personeel
De Civiele Bescherming beschikte anno 2019 over ongeveer 600 personeelsleden (waarvan 313 beroepsleden en 290 vrijwilligers). Om beroepspersoneelslid te worden moet men het federaal geschiktheidsattest (FGA) behalen. Vrijwilligers-specialisten voeren hun prestaties uit naast hun hoofdberoep. Ze worden vergoed in functie van het aantal interventies waaraan ze deelgenomen hebben.